# Domaniż
Domaniż (do końca 2009 roku samodzielna wieś) – część miasta Łaszczów w województwie lubelskim, w powiecie tomaszowskim, w gminie Łaszczów.
W latach 1975–1998 miejscowość administracyjnie należała do województwa zamojskiego.
Od 1 stycznia 2010 roku Domaniż wraz z Podhajcami, Czerkasami oraz częścią Kolonii Łaszczów, wszedł w skład Łaszczowa, który otrzymał prawa miejskie.

## Historia
W wieku XIX wieś opisano jako historyczne przedmieście miasta, a następnie osady Łaszczów. W roku 1881 we wsi było 53 domostw zamieszkałych przez 267 mieszkańców. Włościanie posiadali 256 mórg gruntów.
Domaniż podobnie jak sąsiedni Małoniż  są to stare wsie  wzmiankowane już w 1397 roku. W pierwszej połowie XVI wieku król Zygmunt II August zezwolił Aleksandrowi Łaszczowi z Tuczap podkomorzemu chełmskiemu, na zamianę jego wsi Domaniż na miasto Prawda (Łaszczów) co stało się w roku  1549 roku. 
Miasto powstało na gruntach tejże wsi, lecz położony obok Domaniż nadal pozostał jako wieś oddzielna istniejąca samodzielnie do roku 2009.